# Drimiopsis maculata
Drimiopsis maculata är en sparrisväxtart som beskrevs av John Lindley och Joseph Paxton. Drimiopsis maculata ingår i släktet Drimiopsis och familjen sparrisväxter. Inga underarter finns listade i Catalogue of Life.

## Bildgalleri

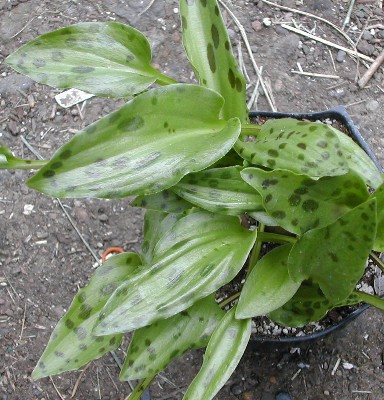
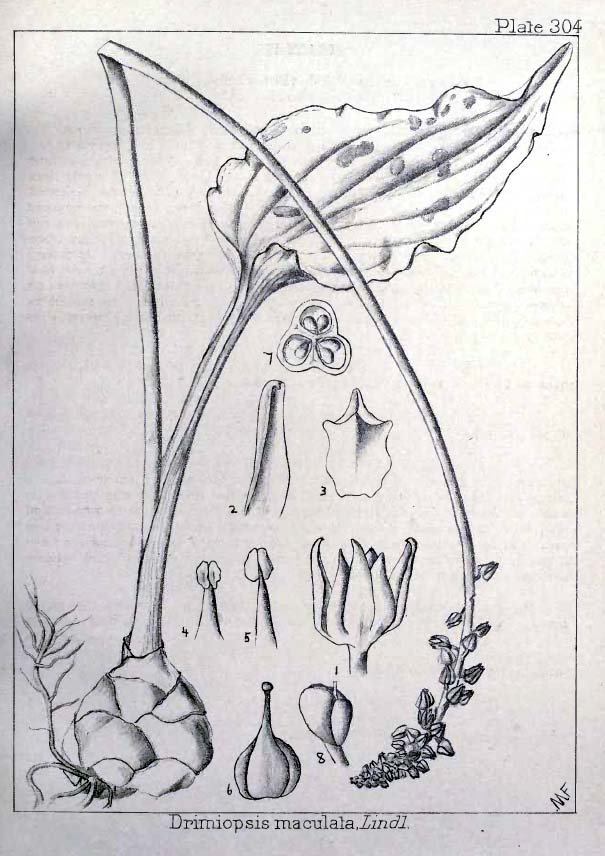
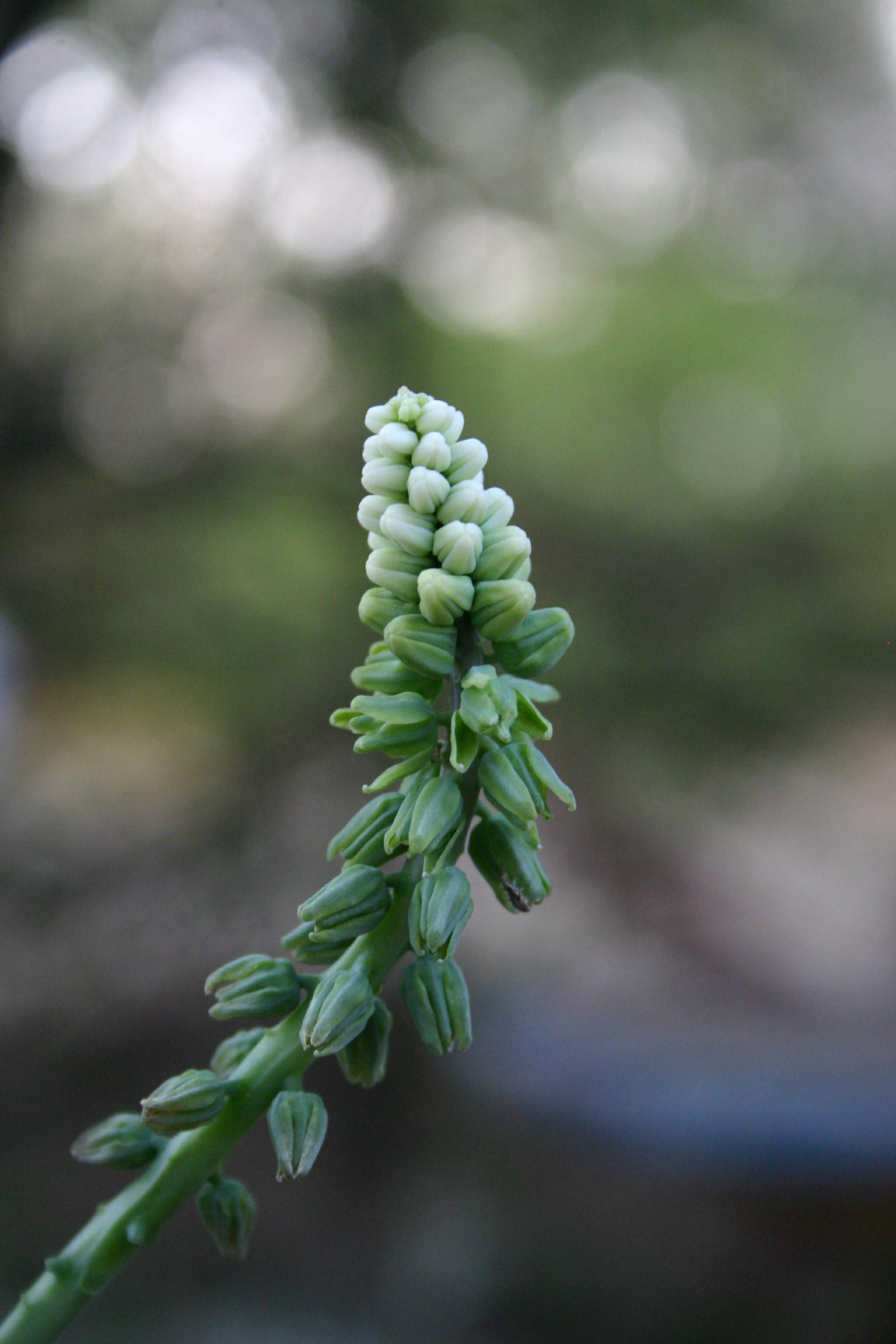
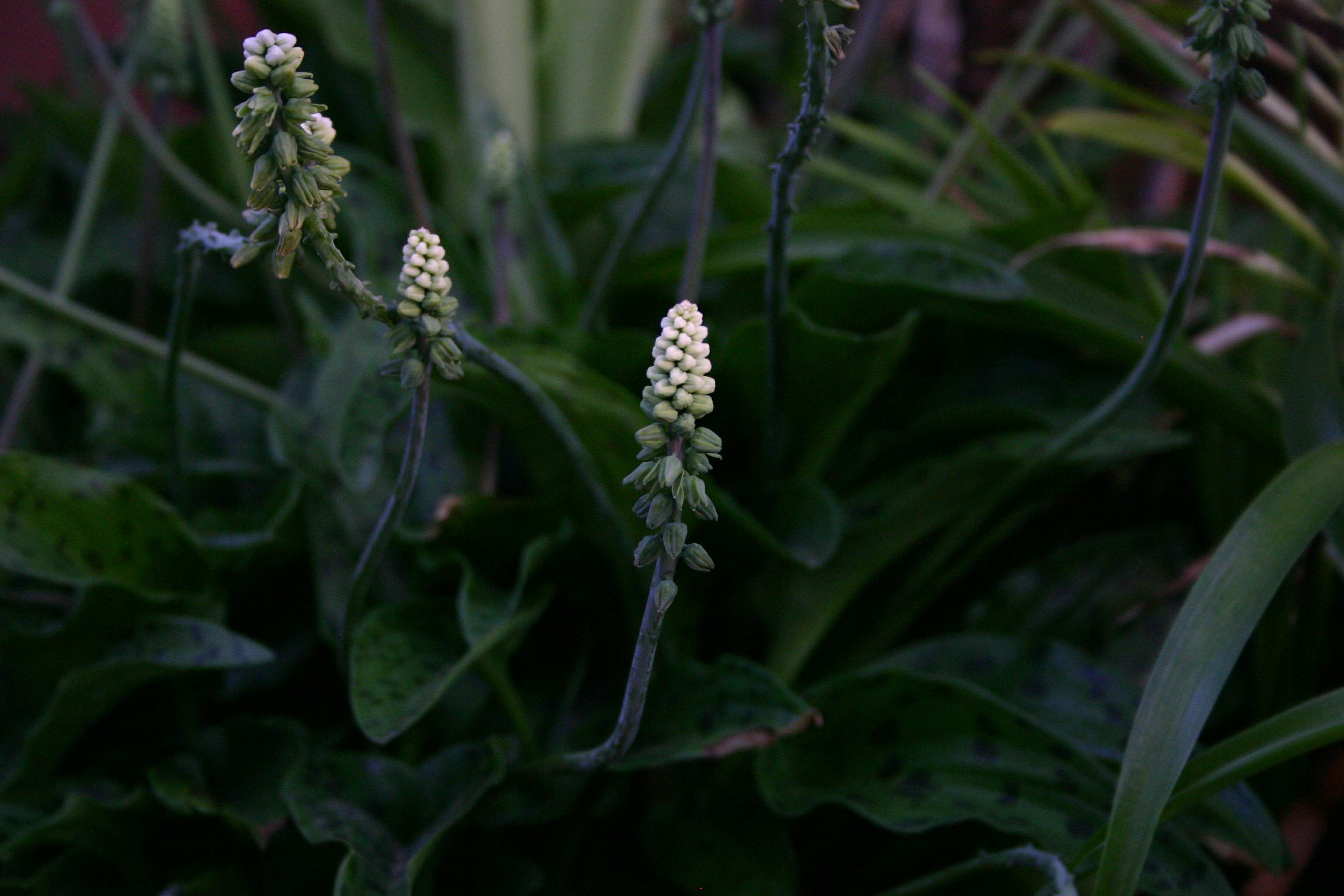